# 193818 Polidoro
193818 Polidoro è un asteroide della fascia principale. Scoperto nel 2001, presenta un'orbita caratterizzata da un semiasse maggiore pari a 2,225957 UA e da un'eccentricità di 0,176763, inclinata di 5,595746° rispetto all'eclittica.
Nel maggio del 2024, l'Unione Astronomica Internazionale ha ufficialmente intitolato l'asteroide al giornalista, scrittore e divulgatore scientifico italiano Massimo Polidoro; il profilo del corpo celeste sul portale del Jet Propulsion Laboratory, affiliato alla NASA, è stato aggiornato di conseguenza.